# Jieyang
Jieyang (揭阳 ; pinyin : Jiēyáng) est une ville de l'est de la province du Guangdong en Chine.

## Subdivisions administratives
La ville-préfecture de Jieyang exerce sa juridiction sur cinq subdivisions - un district, une ville-district et trois xian :
- le district de Rongcheng - 榕城区 Róngchéng Qū ;
- la ville de Puning - 普宁市 Pǔníng Shì ;
- le xian de Huilai - 惠来县 Huìlái Xiàn ;
- le xian de Jiedong - 揭东县 Jiēdōng Xiàn ;
- le xian de Jiexi - 揭西县 Jiēxī Xiàn.

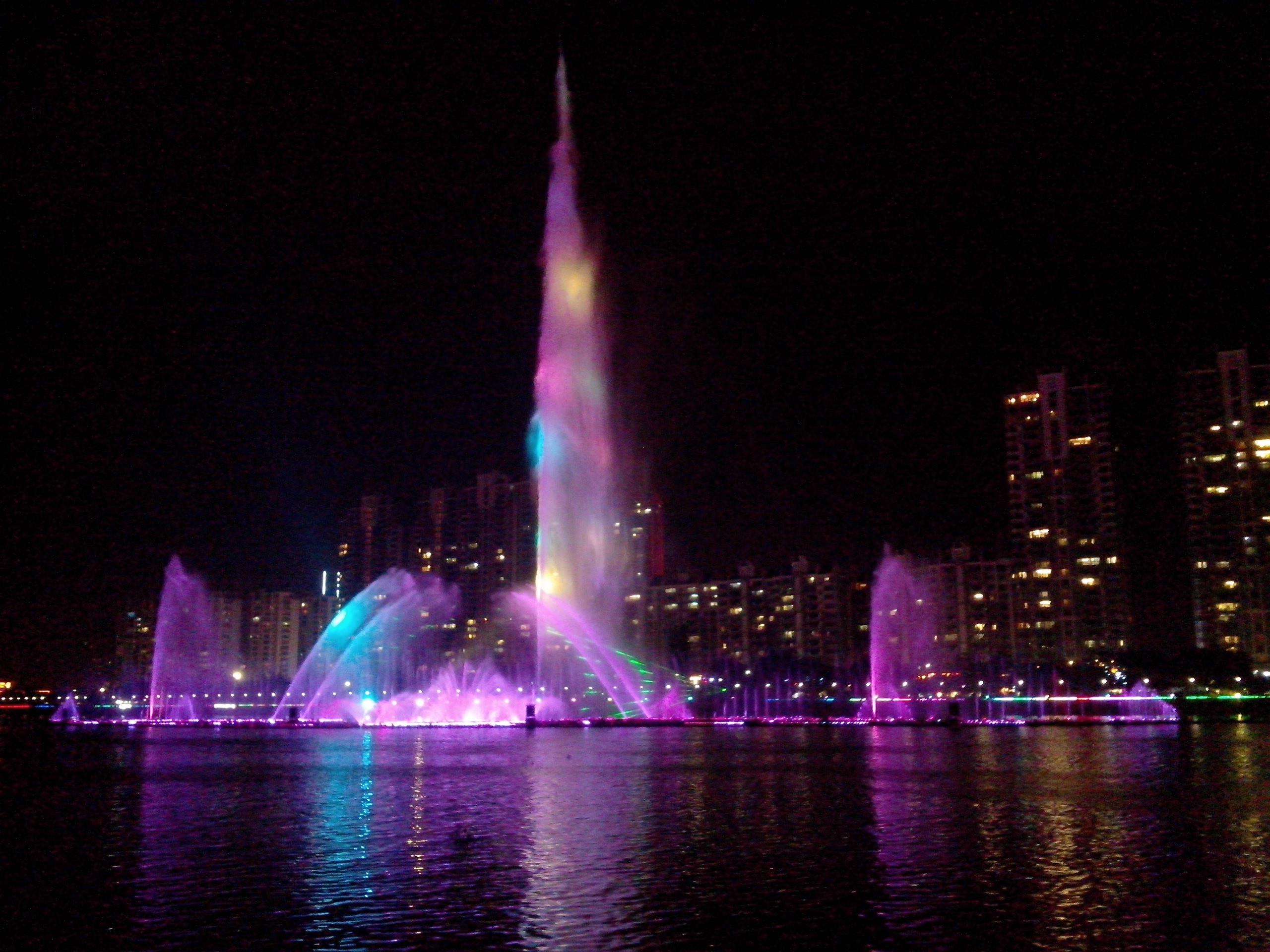
Fontaine musicale de Jieyang

## Transport
- La ville est desservie par la Gare de Chaoshan.

## Personnalités
Sun Shuwei (1976-), champion olympique et du monde de plongeon.